# Friedrich Paul von Westenholz
Friedrich Paul Freiherr von Westenholz (* 30. August 1859 in Hamburg; † 23. August 1919 in Montreux) war ein deutscher Germanist, Anglist und Hochschullehrer.

## Leben
Friedrich Paul von Westenholz war der dritte Sohn des wohlhabenden Hamburger Kaufmanns und österreich-ungarischen Generalkonsuls Friedrich von Westenholz (1825–1898) aus dessen erster Ehe mit Clara Elisabeth von Westenholz geborene Ertel (1829–1871). Seit 1867 war die Familie heimatberechtigt in St. Gallen in der Schweiz und hatte damit die Schweizer Staatsbürgerschaft erworben.
Er wuchs in Hamburg auf und machte eine Ausbildung zum Kaufmann. Bis 1882 war er kaufmännisch tätig, unter anderem in London, entschied sich dann aber, eine wissenschaftliche Laufbahn einzuschlagen. Er holte in Stuttgart sein Abitur nach und studierte Neuere Philologie an der Ruprecht-Karls-Universität Heidelberg und der Eberhard Karls Universität Tübingen. 1887 wurde er mit einer Dissertation über die Griseldis-Sage zum Dr. phil. promoviert. 1890 folgte seine Habilitation an der Technischen Hochschule Stuttgart für englische Sprache und Literatur. An dieser Hochschule lehrte er zunächst als Privatdozent, dann als a.o. Professor. Außerdem wurde ihm (vor 1912) die Leitung der Bibliothek der Hochschule übertragen.
Seit 1880 war er verheiratet mit Jurke Johanna geb. Landheer (* 1858). Der Ehe entstammten drei Kinder:
- Rudolf Friedrich Freiherr von Westenholz (1882–?)
- Elisabeth Meyn-von Westenholz (1883–1951), Historikerin ⚭ Kai Meyn (1872–1940), Generalmajor
- Paul Eberhard Freiherr von Westenholz (1884–1933), Bankier

Nachkommen von Paul Eberhard von Westenholz leben heute in Großbritannien.

## Schriften
- Die Griseldis-Sage in der Literaturgeschichte. (Dissertation) 1888.
- Über Byrons historische Dramen. Ein Beitrag zu ihrer ästhetischen Würdigung. Frommanns, Stuttgart 1890.
- Die Tragik in Shakspeares Coriolanus. 1895.
- Idee und Charaktere in Shakspeare's Julius Cäsar. 1897.